# الأميرال العام

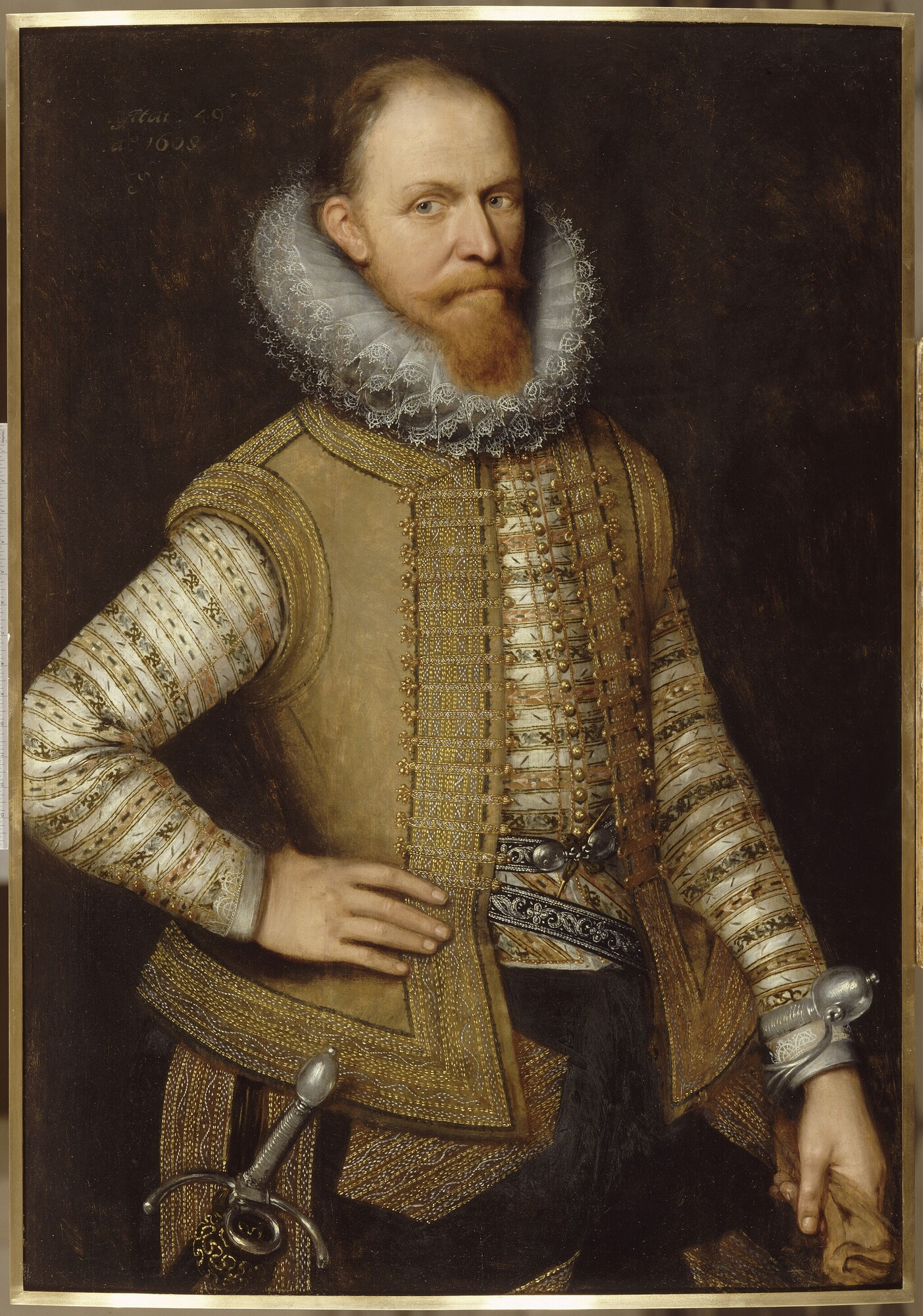
موريتس فان أورانجي أول أميرال عام في التاريخ

الأدميرال العام رتبة في البحرية الدنماركية والهولندية والألمانية والروسية والبرتغالية والإسبانية والسويدية. أصله التاريخي هو لقب شخصيات عسكرية أو بحرية رفيعة المستوى في أوائل أوروبا الحديثة كان يحتفظ بها أحيانًا، على سبيل المثال القائد الأعلى للقوات المسلحة لجمهورية هولندا (عادة ما يكون أمير أورانيا). 

## ألمانيا النازية
في سلاح البحرية الألماني كريغسمارينه في الحرب العالمية الثانية، كان الأميرال العام أعلى رتبة من الأدميرال، لكنها أصغر من الأميرال الأعلى. 

## في الخيال
«الأدميرال جنرال» علاء الدين من الديكتاتور (2012) هو محاكاة ساخرة للقادة الذين يعينون أنفسهم رتبًا عسكرية عظيمة. 